# 阿谷ほのか
阿谷 ほのか（あたに ほのか）は日本の女性声優。主にアダルトゲームに声をあてている。

## 出演作品
太字は主役・メインキャラクター

### ゲーム

#### 1999年
- 淫内感染2 ～鳴り止まぬナースコール～（倉本 ちはや）

#### 2002年
- Wind -a breath of heart-（丘野 ひなた）
- そよかぜのおくりもの - Wind Pleasurable Box -（丘野 ひなた）
- ぱにっく!! けろけろ王国（プチ姫、ニャンニャン、ミチル）
- ”Hello，world．”（オシリス）
- 魔法少女アイplus（加賀野 愛[1]）
- 魔法少女アイ2（加賀野 愛[2]）

#### 2003年
- 特命教師 瞳 DVDフルボイス（庭野 小虎[3]）

#### 2004年
- Wind -a breath of heart- Re:gratitude（丘野 ひなた）
- 縛鎖 -Chained heart-（神宮 美那子[4]）
- HUE CLASSICS（神宮 美那子）

#### 2005年
- サムライジュピター（水面 霈[5]）

#### 2006年
- 魔法少女アイ2 plus（加賀野 愛）